# Jakub Svoboda
Jakub Svoboda (* 27. prosince 1989 Přerov) je český profesionální hokejista hrající na postu útočníka. V současné době hraje za tým HC ZUBR Přerov, kde působí na zkoušku.

## Hráčská kariéra
S hokejem začínal v rodném Přerově, poté si zahrál juniorskou soutěž za Pardubice a Kometu. Sezónu 2008/2009 strávil v zahraničí v kanadské juniorské lize Ontario Hockey League, kde působil v týmu Saginaw Spirit. Po návratu hájil barvy prvoligového Znojma. Následující rok nastoupil do seniorského výběru brněnské Komety, ve kterém se udržel i v sezóně 2011/2012 a podílel se tak na jejím hvězdném tažení do finále. Získané stříbro v této sezóně a následně opět v sezóně 2013/2014 jsou jeho dosavadním největším úspěchem kariéry.
Extraligové výkony mu pomohly k první pozvánce do seniorské reprezentace, za kterou hrál před domácím publikem na turnaji KAJOTbet Hockey Games každoročně pořádaného v rámci Euro Hockey Tour.

## Statistiky
Základní část 
| Sezóna    | Tým                 | Soutěž          | Z  | G  | A  | B  | TM |
| --------- | ------------------- | --------------- | -- | -- | -- | -- | -- |
| 2008/2009 | Saginaw Spirit      | OHL             | 54 | 4  | 7  | 11 | 22 |
| 2009/2010 | Orli Znojmo         | 1. liga         | 32 | 12 | 11 | 23 | 32 |
| 2010/2011 | HC Kometa Brno      | Česká extraliga | 46 | 1  | 4  | 5  | 12 |
| 2010/2011 | HC Olomouc          | 1. liga         | 6  | 0  | 2  | 2  | 2  |
| 2011/2012 | HC Kometa Brno      | Česká extraliga | 46 | 12 | 11 | 23 | 51 |
| 2012/2013 | HC Kometa Brno      | Česká extraliga | 21 | 13 | 16 | 29 | 10 |
| 2013/2014 | HC Kometa Brno      | Česká extraliga | 25 | 6  | 1  | 7  | 28 |
| 2014/2015 | HC Kometa Brno      | Česká extraliga | 11 | 0  | 1  | 1  | 6  |
| 2014/2015 | PSG Zlín            | Česká extraliga | 28 | 8  | 9  | 17 | 10 |
| 2015/2016 | HC Dynamo Pardubice | Česká extraliga | 28 | 4  | 4  | 8  | 8  |

Playoff 
| Sezóna    | Tým            | Soutěž          | Z  | G | A | B  | TM |
| --------- | -------------- | --------------- | -- | - | - | -- | -- |
| 2008/2009 | Saginaw Spirit | OHL             | 8  | 0 | 2 | 2  | 2  |
| 2009/2010 | Orli Znojmo    | 1. liga         | 6  | 0 | 0 | 0  | 39 |
| 2011/2012 | HC Kometa Brno | Česká extraliga | 20 | 7 | 8 | 15 | 8  |
| 2012/2013 | HC Kometa Brno | Česká extraliga | 6  | 3 | 3 | 6  | 4  |
| 2013/2014 | HC Kometa Brno | Česká extraliga | 18 | 3 | 1 | 4  | 12 |
| 2014/2015 | PSG Zlín       | Česká extraliga | 7  | 1 | 0 | 1  | 12 |

Reprezentace 
Premiéra v reprezentaci: 26. dubna 2012, Česko - Švédsko, Brno
| Sezóna    | Tým        | Soutěž                | Z | G | A | B | TM |
| --------- | ---------- | --------------------- | - | - | - | - | -- |
| 2007/2008 | Česko - 20 | -                     | 2 | 0 | 0 | 0 | 0  |
| 2011/2012 | Česko      | KAJOTbet Hockey Games | 1 | 0 | 0 | 0 | 0  |
| 2012/2013 | Česko      | KARJALA CUP           | 3 | 0 | 0 | 0 | 0  |